# Йоахім Гельбіг
Йоахім Гельбіг (нім. Joachim Helbig; нар. 10 вересня 1915, Дален, Саксонія — пом. 5 жовтня 1985, Маленте, Шлезвіг-Гольштейн) — німецький військовий льотчик-ас за часів Третього Рейху. Один з найвідоміших та найрезультативніших німецьких бойових льотчиків-бомбардувальників Ju 88. На його особистому рахунку за 480 бойових вильотів, потоплених кораблів та суден союзників загальною водотоннажністю 182 000 тонн. Оберст (1944) Люфтваффе. Один з 160 кавалерів Лицарського хреста Залізного хреста з Дубовим листям та Мечами (1942).
5 жовтня 1985 року загинув у віці 70 років в автомобільній катастрофі.

## Біографія
Йоахім Гельбіг народився 10 вересня 1915 року в місті Дален, у прусській провінції Саксонія. 1 квітня 1935 року добровольцем вступив на військову службу та спочатку служив солдатом в артилерійському полку. Восени 1936 перевівся до Повітряних сил Третього Рейху та став спостерігачем у бомбардувальній ескадрі KG 152 у Шверіні. Пізніше це формування стало основою для створення 2-ї групи (II./LG 1).
На початок Другої світової війни Гельбіг був у званні лейтенанта — спостерігачем розвідувального літака He 111. Вже на третій день війни, молодий офіцер збив з бортової зброї польський розвідувальний літак під час польоту свого «Хейнкеля». За бойові заслуги в цій кампанії він був відзначений Залізним хрестом ІІ ступеня.
У квітні 1940 року підрозділ Гельбіга взяв участь у вторгненні німецьких військ у Данію та Норвегію. Основним завданням II./LG 1 було вогнева підтримка з повітря військ, що висадились у районі норвезького міста Ондалснес, а також боротьба з кораблями та суднами союзників, що протистояли німецькому десантові. 2 травня 1940 року його бомбардувальник потопив норвезьке судно SS Dronning Maud, що мало позначку судна Червоного хреста та перевозило поранених і медичний персонал.

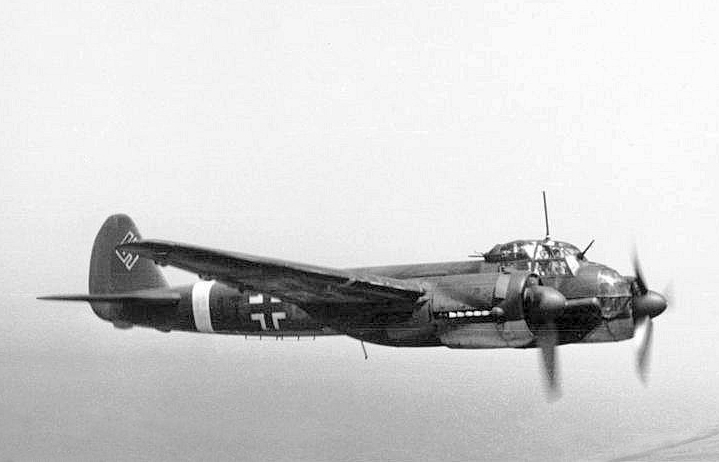
Бомбардувальник Junkers Ju 88 — один з типів літаків, на яких літав Й.Гельбіг

У травні 1940 року бомбардувальне формування Гельбіга продовжило виконання бойових завдань під час вторгнення у Нідерланди та Францію. У ході цієї кампанії він був вже командиром 4-го штаффеля LG 1 на Ju 88. За заслуги під час боїв у Голландії та Франції льотчик відзначений Залізним хрестом І ступеня.
У липні 1940 року Й.Гельбіг підвищений у гауптмани, а його частина після блискавичного розгрому Франції залишилась на окупованій території, з якої незабаром Люфтваффе Герінга розпочало битву за Англію. 15 серпня 1940 року 9 Ju 88 його ескадри вилетіли з Орлеана та спрямували на базу британських повітряних сил у Ворті Даун (англ. RAF Worthy Down). На підльоті до англійського берега Ла-Маншу німецькі літаки з бомбардувальних ескадр LG 1 та StG 1, за підтримки винищувальних ескадр ZG 2, JG 27 і JG 53 загальною чисельністю більше за 200 одиниць були перехоплені 170 британськими винищувачами. У наслідок запеклої битви, що спалахнула у небі Англії, німці зазнали нищівної поразки, з ескадри Гельбіга лише він один повернувся на базу і то на одному двигуні. Більшість його товаришів було збито, а 32 німецьких пілоти штаффеля були взяти в полон.
За час битви за Британію, екіпаж Гельбіга здійснив більше ніж 100 бойових літако-вильотів з метою бомбардування об'єктів та цілей на території противника. За результатами кампанії гауптман Гельбіг нагороджений Лицарським хрестом Залізного хреста.
У січні 1941 року групу II./LG 1 перекинули до Сицилії для боротьби з обложеною Мальтою та кораблями союзників у Середземному морі. 16 січня німецькі бомбардувальники завдали важких пошкоджень британському авіаносцю «Ілластріос», що перебував у доці Гранд-Гарбор. На початку квітня авіаційний підрозділ передислокували до Болгарії, де німці терміново готувались до операції «Маріта». 6 квітня Гельбіг на чолі своєї ескадрильї брав участь у бомбардуванні Белграду. 22 квітня 1941 року його підрозділ здійснив наліт на кораблі та судна, що стояли на рейді в порту Патри та потопили два вантажні судна загальною водотоннажністю 10 000 тонн.

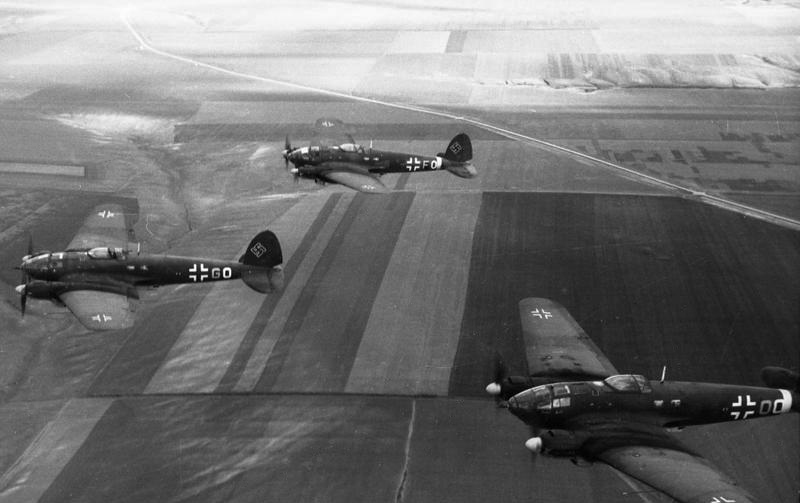
Середні бомбардувальники He 111, на яких літав Й.Гельбіг, вирушають у бойових порядках на бомбардування

Авіаційна група гауптмана Гельбіга залишалась на Середземномор'ї до кінця 1941 року, до її завдань додались цілі в Єгипті та Лівії. 5 листопада 1941 року Гельбіга призначено командиром групи I./LG 1, яка увійшла до складу авіаційного командування «Африка» з 10-го повітряного корпусу генерала авіації Г. Гайслер для безпосередньої підтримки військ Роммеля на півночі Африканського континенту. Незабаром на посилення I./LG 1 прибула III./LG 1, які разом були кинуті на зрив успішно проведеної британцями операції «Крусейдер». 29 листопада командир групи був легко поранений під час бомбардування британською авіацією аеродрому в лівійському місті Беніна, де зупинилась 1-ша група ескадри перед тим, як перелетіти до Греції. Однак, офіцер залишився у строю та продовжував командувати своїм підрозділом 3 та 4 грудня 1941 року в ході авіаційного нальоту на залізничну гилку Сіді-Баррані—Александрія.
16 січня 1942 року за проведення 300 бойових вильотів та вміле командування підрозділом його нагородили Лицарським хрестом Залізного хреста з дубовим листям, він став 64-м кавалером цієї нагороди.
11 травня 1942 року під час патрулювання південніше грецького острова Крит Ju 88 I./LG 1 виявили чотири британські есмінці «Джервіс», «Кіплінг», «Джекал» і «Лавлі». Німці негайно влаштували авіаційний наліт, попри авіаційну підтримку британських важких винищувачів «Бофайтер», під час якого затопили «Лавлі» та знерухомивши «Джекал». Другий наліт не вдався через те, що німці не змогли знайти ворожі есмінці, проте у третьому нальоті Гельбіг особисто потопив британський «Кіплінг». Екіпаж «Джекала» змушений був затопити свій корабель.
7—8 червня 1942 року британські командос провели спеціальну операцію під кодовою назвою «Альбумен» зі знищення бойових літаків та інфраструктури аеродромів Люфтваффе у Іракліоні, Тімпакі, Малеме та Кастеллі на території окупованого німецькими військами грецького острова Крит. У ході зухвалого рейду вони знищили в Іракліоні 7 бомбардувальників з числа групи гауптмана Гельбіга.
28 вересня 1942 року Йоахім Гельбіг став 20-м кавалером Лицарського хреста Залізного хреста з Дубовим листям та Мечами.

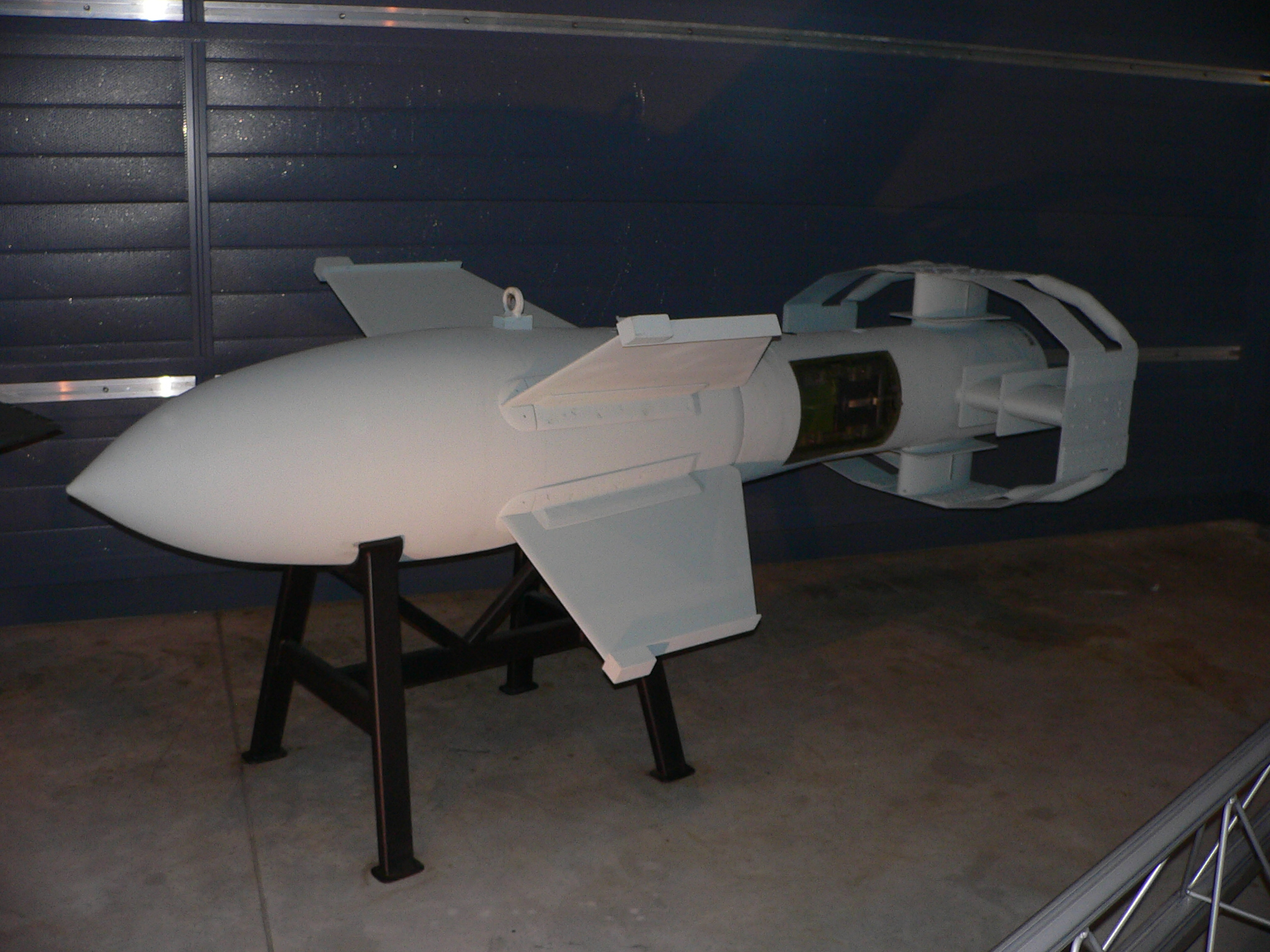
Німецька протикорабельна ракета Fritz X, якою Й.Гельбіг потопив біля Анціо британський есмінець «Джейнес»

У січня 1943 року Гельбіг був переведений на штабну роботу до бомбардувального командування Люфтваффе, а у березні його призначено головним інспектором з бомбардувальної авіації Повітряних сил. 1 вересня 1943 року йому присвоєне звання оберстлейтенант. Однак, робота у штабі не стала по душі молодому офіцеру й після низки скандалів та суперечок з командуванням, зокрема фельдмаршалом А. Кессельрінгом, 14 серпня 1943 він повернувся командиром до своєї авіаційної групи у LG 1.
22 січня 1944 року I./LG 1 перевели на Італійський театр війни, де щойно висадився морський десант союзників в Анціо та Неттуно. Незабаром Гельбіг став командувачем усіх бомбардувальних частин, що діяли в Італії.
Вночі з 23 на 24 січня 1944 бомбардувальник He 111 Й. Гельбіга потопив протикорабельною ракетою Fritz X біля Анціо британський есмінець «Джейнес» та серйозно пошкодив «Джервіс».
У червні 1944 року усю 1-шу ескадру терміново перекинули до Бельгії, де розгортались важливі події через висадку союзників у Нормандії. З цього часу Гельбіг перебував на Західному фронті. У вересні 1944 р. був важко поранений вогнем з літака союзників та був госпіталізований.
Останні тижні 1945 року Й. Гельбіг був командиром свого формування та очолював бої на Східному фронті. 8 травня здався в полон американським військам.
5 жовтня 1985 року помер у шпиталі Маленте від ран, отриманих в автомобільній аварії в Іспанії під час відпустки.

## Нагороди
- Медаль «За вислугу років у Вермахті» 4-го класу (4 роки)
- Залізний хрест
  - 2-го класу (16 вересня 1939)
  - 1-го класу (20 червня 1940)
- Почесний Кубок Люфтваффе (6 жовтня 1940)
- Лицарський хрест Залізного хреста з дубовим листям і мечами
  - лицарський хрест (24 жовтня 1940)
  - дубове листя (16 січня 1942)
  - мечі (28 вересня 1942)
- Двічі відзначений у Вермахтберіхт (13 травня 1942 і 28 травня 1944)
- Нарвікський щит
- Срібна медаль «За військову доблесть» (Італія)
- Нагрудний знак «За поранення» в сріблі
- Нарукавна стрічка «Крит» (1943)
- Нарукавна стрічка «Африка» (1943)
- Комбінований Знак Пілот-Спостерігач в золоті з діамантами
- Авіаційна планка бомбардувальника в золоті з підвіскою «400»